# Anna-Greta Adolphson
Anna-Greta Adolphson (11 de mayo de 1917 - 4 de mayo de 2010) fue una actriz sueca. 

## Biografía
Nacida en Estocolmo, Suecia, Adolphson cursó estudios en la Annaskolan de su ciudad natal, recibió formación teatral con su padre, el actor Edvin Adolphson, y debutó en el cine en 1934.
Se casó por vez primera en 1941 con el rittmeister (empleo militar) freiherr (barón) Sigward Beck-Friis (1892–1951), con el cual tuvo dos hijos, Johan-Gabriel (nacido en 1942) y Hans (1945–1992), el último de ellos también actor. Su segundo matrimonio, entre 1955 y 1973, fue con el funcionario forestal Ulf Danielson (1909–1996).
Anna-Greta Adolphson falleció en 2010 en Söderö, Municipio de Kinda (Provincia de Östergötland).

## Teatro
- 1938 : Kvinnorna, de Clare Boothe Luce, escenografía de Rune Carlsten, Dramaten[8]

## Filmografía
- 1934 : Sången om den eldröda blomman
- 1936 : Alla tiders Karlsson
- 1936 : Janssons frestelse
- 1936 : Vi har melodin
- 1936 : Landet för folket
- 1937 : En sjöman går iland
- 1937 : Klart till drabbning
- 1938 : Styrman Karlssons flammor
- 1938 : Sockerskrinet
- 1938 : Med folket för fosterlandet
- 1938 : Figurligt talat
- 1939 : Landstormens lilla Lotta
- 1940 : Karl för sin hatt